# Zaouiat Ben Hmida
Zaouiat Ben Hmida (àrab زاوية بن احميدة) és una comuna rural de la província d'Essaouira de la regió de Marràqueix-Safi. Segons el cens de 2014 tenia una població total de 6.922 persones.